# Bootlegged in Japan
Bootlegged in Japan è un album dal vivo del gruppo extreme metal britannico Napalm Death, pubblicato nel 1998.

## Tracce
1. Antibody – 3:21 (testo: Mark Greenway – musica: Shane Embury)
2. My Own Worst Enemy – 3:25 (testo: Embury – musica: Embury)
3. More Than Meets the Eye – 3:18 (testo: Greenway – musica: Embury)
4. Hung – 3:57 (testo: Embury, Greenway – musica: Mitch Harris, Embury)
5. Greed Killing – 3:00 (testo: Embury, Mitch Harris – musica: Harris)
6. Suffer the Children – 4:07 (testo: Greenway – musica: Mick Harris)
7. Mass Appeal Madness – 3:31 (testo: Greenway – musica: Mitch Harris, Embury)
8. Cursed to Crawl – 2:59 (testo: Embury – musica: Embury)
9. Glimpse into Genocide – 2:47 (testo: Embury – musica: Jesse Pintado)
10. I Abstain – 3:33 (testo: Greenway – musica: Pintado)
11. Lucid Fairytales – 1:12
12. Plague Rages – 3:43 (testo: Embury – musica: Embury)
13. Cold Forgiveness – 3:58 (testo: Embury – musica: Mitch Harris, Pintado)
14. Control – 1:33 (testo: Nicholas Bullen, Justin Broadrick – musica: Bullen, Broadrick, Mick Harris)
15. Diatribes – 3:55 (testo: Greenway – musica: Embury, Mitch Harris)
16. Life? – 1:16 (testo: Jim Whitely – musica: Lee Dorrian, Whitely, Bill Steer, Mick Harris)
17. Siege of Power – 4:16 (testo: Bullen, Broadrick – musica: Bullen, Broadrick, Mick Harris)
18. If the Truth Be Known – 4:06 (testo: Embury, Greenway – musica: Embury)
19. Unchallenged Hate – 2:14
20. Nazi Punks Fuck Off (Dead Kennedys cover) – 1:26 (testo: Jello Biafra – musica: Biafra)
21. From Enslavement to Obliteration – 1:37
22. The Kill – 0:32 (testo: Bullen, Broadrick – musica: Bullen, Broadrick, Mick Harris)
23. Scum – 2:55 (testo: Bullen, Broadrick – musica: Bullen, Broadrick, Mick Harris)
24. Ripe for the Breaking – 4:39 (testo: Greenway – musica: Mitch Harris, Embury)

## Formazione
- Mark "Barney" Greenway – voce
- Mitch Harris – chitarra, cori
- Jesse Pintado – chitarra
- Shane Embury – basso, cori
- Danny Herrera – batteria